# Front der Standhaftigkeit

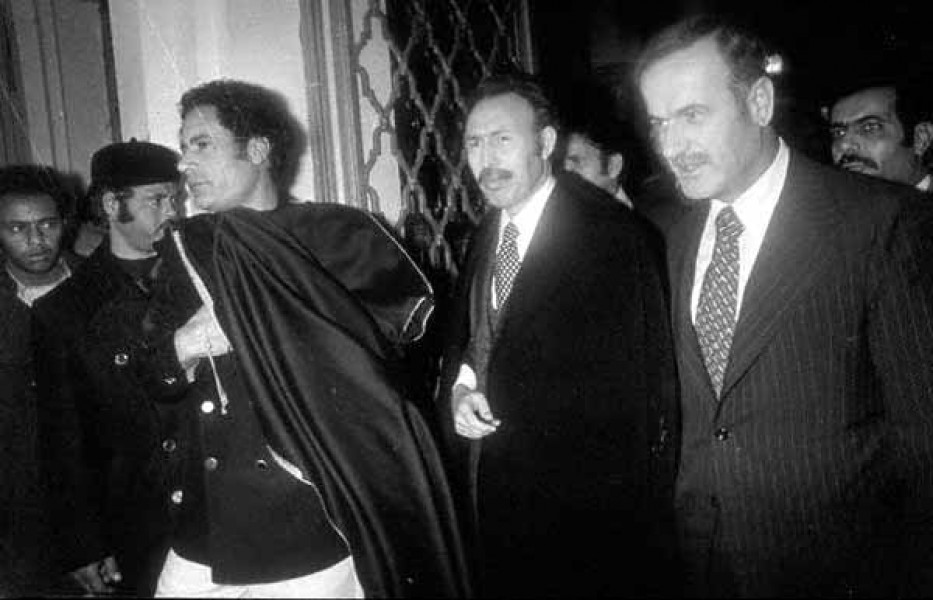
Gaddafi, Boumedienne und Assad auf dem Gipfel in Tripolis (1977)

Die Front der Standhaftigkeit und Ablehnung, nach anderen Angaben auch Front der Standhaftigkeit und Konfrontation (englisch Steadfastness and Confrontation Front; arabisch جبهة الصمود والتصدي, DMG ǧabhat aṣ-ṣumūd wa-t-taṣaddī) bzw. Front der Standhaftigkeit und des Widerstandes war von 1977 bis 1981 eine faktisch nur informelle Ablehnungsfront einiger arabischer Staaten und der PLO gegen eine Politik der Annäherung Ägyptens an die USA und Israel.
Libyens Revolutionsführer Muammar al-Gaddafi bemühte sich spätestens seit einem kurzen und erfolglosen bewaffneten Alleingang gegen Ägypten 1977 um eine tragfähige und breite Anti-Sadat-Front. Zu diesem Zweck lud er die „revolutionären“ Regime Algeriens, Südjemens, Syriens, Iraks und die PLO nach Tripolis ein, 1978 folgte eine zweite Konferenz in der algerischen Hauptstadt. Die Schlusserklärungen vom Dezember 1977 und Februar 1978 verurteilten den sich anbahnenden Separatfrieden von Camp David, forderten die Isolierung Ägyptens und bekundeten Solidarität für die „gerechte Sache“ der Palästinenser. Die Abschlusserklärung der Staatschefs der Front ist im Europa-Archiv, Folge 20/1980, S. 581ff, veröffentlicht.
Einzig der Irak aber unterschrieb wegen Differenzen mit Syrien die Tripolis-Erklärung nicht, blieb der Algier-Konferenz überhaupt fern und nahm eine vermeintlich noch radikalere Position ein, mit der es sich an die Spitze einer aktiveren Front der Standhaftigkeit und der Befreiung zu stellen gedachte. 1978 und 1979 lud Bagdad die Araber zu Gipfeltreffen ein, auf denen schließlich der Ausschluss Ägyptens aus der Arabischen Liga und eine (kurzlebige) Aussöhnung Iraks und Syriens beschlossen wurden (Charta der gemeinsamen nationalen Aktion Syrien-Irak). Ägypten, das 1979 auch der Organisation für Islamische Zusammenarbeit ausgeschlossen wurde, gründete mit der Liga der arabischen und islamischen Völker eine Gegenorganisation und förderte seinerseits regimefeindliche Widerstandsgruppen in Libyen, Syrien und der VDR Jemen.
Libyen und Syrien vereinbarten im September 1980 den Zusammenschluss zu einem Einheitsstaat. Die Front der Standhaftigkeit hingegen wurde 1980 gar auf Betreiben Libyens und des kommunistischen Südjemen noch um das kommunistische Regime des nichtarabischen Äthiopien erweitert – Libyen, Äthiopien und Südjemen schlossen 1981 eine zusätzliche Dreierallianz.